# Lokono
Lokono, eller arawak, är ett arawakspråk som talas i Guyanaregionen. Språket anses vara utdöende, och dess närmaste släktspråk är maragua och taino. Antal talare är ungefär 2500. Tidigare har språket kanske också talat bl.a. i Barbados.
Språket skrivs med latinska alfabetet.

## Fonologi

### Konsonanter
|             |             | Bilabial | Alveolar | Retroflex | Palatal | Velar | Glottal |
| ----------- | ----------- | -------- | -------- | --------- | ------- | ----- | ------- |
| Nasal       | Nasal       | m        | n        |           |         |       |         |
| Klusil      | norm.       | p \| b   | t \| d   |           |         | k     |         |
| Klusil      | asp.        | pʰ       | tʰ       |           |         | kʰ    |         |
| Frikativ    | Frikativ    | ɸ        | s        |           |         |       | h       |
| Tremulant   | Tremulant   |          | r        |           |         |       |         |
| Flapp       | Flapp       |          |          | ɽ         |         |       |         |
| Approximant | Approximant | w        | l        |           | j       |       |         |

Källa:

### Vokaler
|            | Främre | Central | Bakre |
| ---------- | ------ | ------- | ----- |
| Sluten     | i      | ɨ       | u     |
| Halvsluten | e      |         | o     |
| Öppen      |        | a       |       |

Källa: